# Antrusa dilata
Antrusa dilata är en stekelart som beskrevs av Papp 2007. Antrusa dilata ingår i släktet Antrusa och familjen bracksteklar. Inga underarter finns listade i Catalogue of Life.